# All the People... Blur: Live at Hyde Park
All the People... Blur: Live at Hyde Park é o segundo álbum ao vivo da banda britânica de rock Blur, lançado em agosto de 2009. Gravado em dois dias no Hyde Park em Londres, os dois pares de discos reuniram canções da banda entre os discos Leisure (1991) a Think Tank (2003).

## Faixas

### Disco 1
1. "She's So High" – 5:00 / 5:19 (de Leisure)
2. "Girls & Boys" – 5:02 / 4:40 (de Parklife)
3. "Tracy Jacks" – 4:31 / 4:32 (de Parklife)
4. "There's No Other Way" – 4:14 / 3:55 (de Leisure)
5. "Jubilee" – 3:01 / 3:11 (de Parklife)
6. "Badhead" – 3:48 / 3:59 (de Parklife)
7. "Beetlebum" – 6:50 / 7:00 (de Blur)
8. "Out of Time" – 3:58 / 3:53 (de Think Tank)
9. "Trimm Trabb" – 5:25 / 5:15 (de 13)
10. "Coffee & TV" – 5:30 / 5:27 (de 13)
11. "Tender" – 9:09 / 9:25 (de 13)

### Disco 2
1. "Country House" – 5:08 / 5:18 (de The Great Escape)
2. "Oily Water" – 4:20 / 4:35 (de Modern Life Is Rubbish)
3. "Chemical World" – 5:08 / 4:42 (de Modern Life Is Rubbish)
4. "Sunday Sunday" – 3:52 / 3:01 (de Modern Life Is Rubbish)
5. "Parklife" – 3:12 / 3:37 (de Parklife)
6. "End of a Century" – 3:30 / 3:05 (de Parklife)
7. "To the End" – 4:24 / 4:24 (de Parklife)
8. "This Is a Low" – 8:37 / 8:46 (de Parklife)
9. "Popscene" – 2:57 / 2:55 (Single)
10. "Advert" – 3:23 / 3:14 (de Modern Life Is Rubbish)
11. "Song 2" – 5:53 / 5:21 (de Blur)
12. "Death of a Party" – 5:16 / 4:56 (de Blur)
13. "For Tomorrow" – 6:28 / 7:08 (de Modern Life Is Rubbish)
14. "The Universal" – 4:46 / 4:44 (de The Great Escape)